# Aurensan (Gers)
Pour les articles homonymes, voir Aurensan.
Aurensan (Aurensan en gascon) est une commune française située dans l'ouest du département du Gers, en région Occitanie. Sur le plan historique et culturel, la commune est dans le pays de Rivière-Basse, un territoire qui s’allonge dans la moyenne vallée de l’Adour, à l’endroit où le fleuve marque un coude entre Bigorre et Gers.
Exposée à un climat océanique altéré, elle est drainée par le Larcis, le ruisseau Claquessot et par deux autres cours d'eau.
Aurensan est une commune rurale qui compte 132 habitants en 2022, après avoir connu un pic de population de 337 habitants en 1851.  Elle fait partie de l'aire d'attraction d'Aire-sur-l'Adour. Ses habitants sont appelés les Aurensannais ou  Aurensannaises.

## Géographie

### Localisation
La commune d'Aurensan se situe à l'ouest du canton de Riscle dans l'arrondissement de Mirande, à 15 km de Riscle, 60 km de Mirande et 88 km d'Auch.

### Communes limitrophes
Les communes limitrophes sont  Labarthète, Lannux, Projan, Verlus et Viella.
|        | Lannux   |            |
| Projan | Aurensan | Labarthète |
|        | Verlus   | Viella     |

### Géologie et relief
L'altitude de la commune varie entre 94 et 228 mètres.
Aurensan se situe en zone de sismicité 2 (sismicité faible).

### Hydrographie

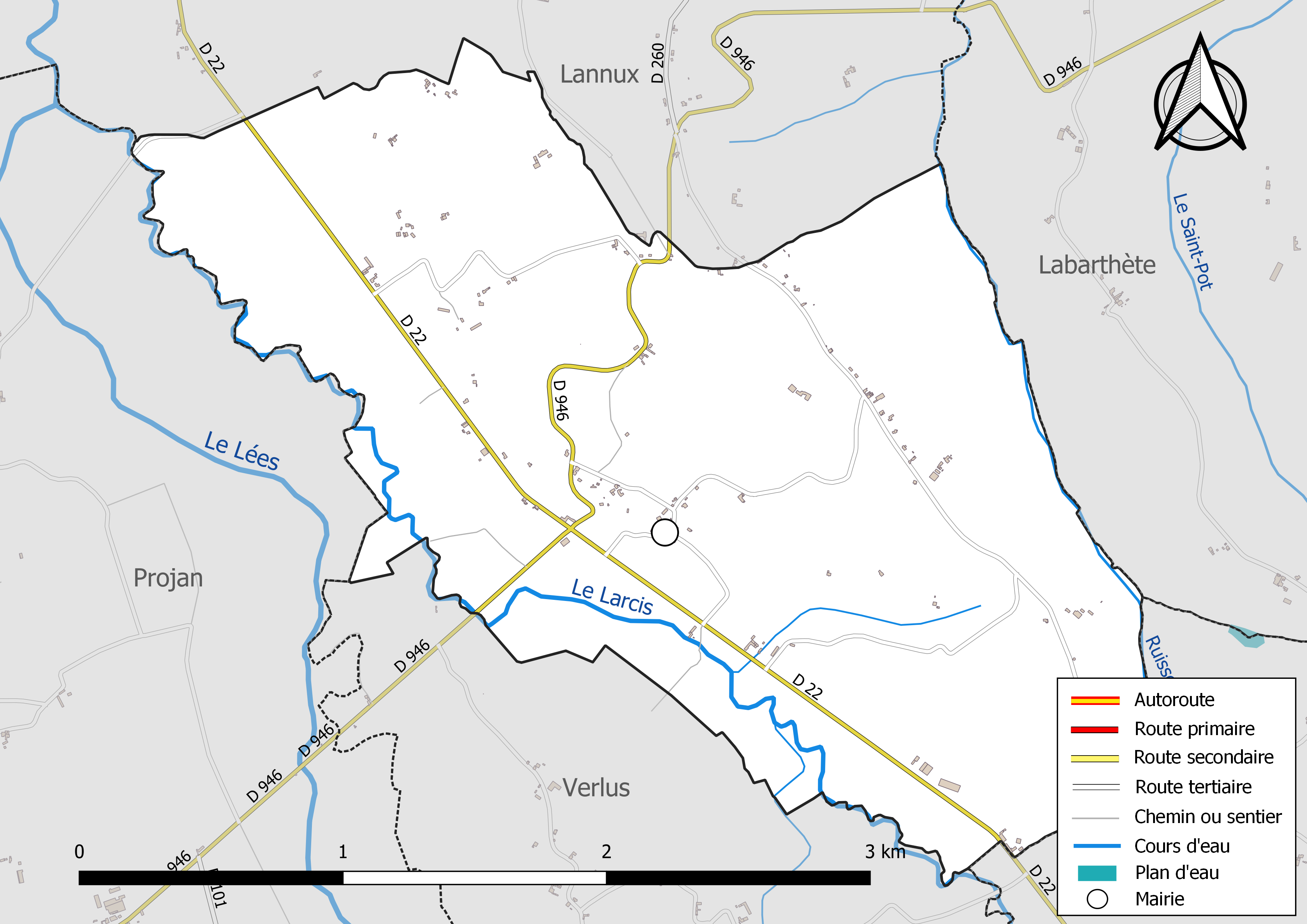
Réseaux hydrographique et routier d'Aurensan.

La commune est dans le bassin de l'Adour, au sein du bassin hydrographique Adour-Garonne. Elle est drainée par le Larcis et le ruisseau Claquessot et par deux petits cours d'eau, qui constituent un réseau hydrographique de 7 km de longueur totale,.
Le Larcis, d'une longueur totale de 34,8 km, prend sa source dans la commune de Luc-Armau et s'écoule vers le nord-ouest. Il traverse la commune et se jette dans le Lées à Projan, après avoir traversé 20 communes.

### Climat
Pour des articles plus généraux, voir Climat de l'Occitanie et Climat du Gers.
En 2010, le climat de la commune est de type climat méditerranéen altéré, selon une étude s'appuyant sur une série de données couvrant la période 1971-2000. En 2020, Météo-France publie une typologie des climats de la France métropolitaine dans laquelle la commune est dans une zone de transition entre le climat océanique et le climat océanique altéré et est dans la région climatique Aquitaine, Gascogne, caractérisée par une pluviométrie abondante au printemps, modérée en automne, un faible ensoleillement au printemps, un été chaud (19,5 °C), des vents faibles, des brouillards fréquents en automne et en hiver et des orages fréquents en été (15 à 20 jours).
Pour la période 1971-2000, la température annuelle moyenne est de 13,1 °C, avec une amplitude thermique annuelle de 15,2 °C. Le cumul annuel moyen de précipitations est de 1 083 mm, avec 11,8 jours de précipitations en janvier et 7,4 jours en juillet. Pour la période 1991-2020, la température moyenne annuelle observée sur la station météorologique la plus proche, située sur la commune de Maumusson-Laguian à 9 km à vol d'oiseau, est de 14,1 °C et le cumul annuel moyen de précipitations est de 1 021,5 mm,. Pour l'avenir, les paramètres climatiques de la commune estimés pour 2050 selon différents scénarios d'émission de gaz à effet de serre sont consultables sur un site dédié publié par Météo-France en novembre 2022.

### Milieux naturels et biodiversité
Aucun espace naturel présentant un intérêt patrimonial n'est recensé sur la commune dans l'inventaire national du patrimoine naturel,,.

## Urbanisme

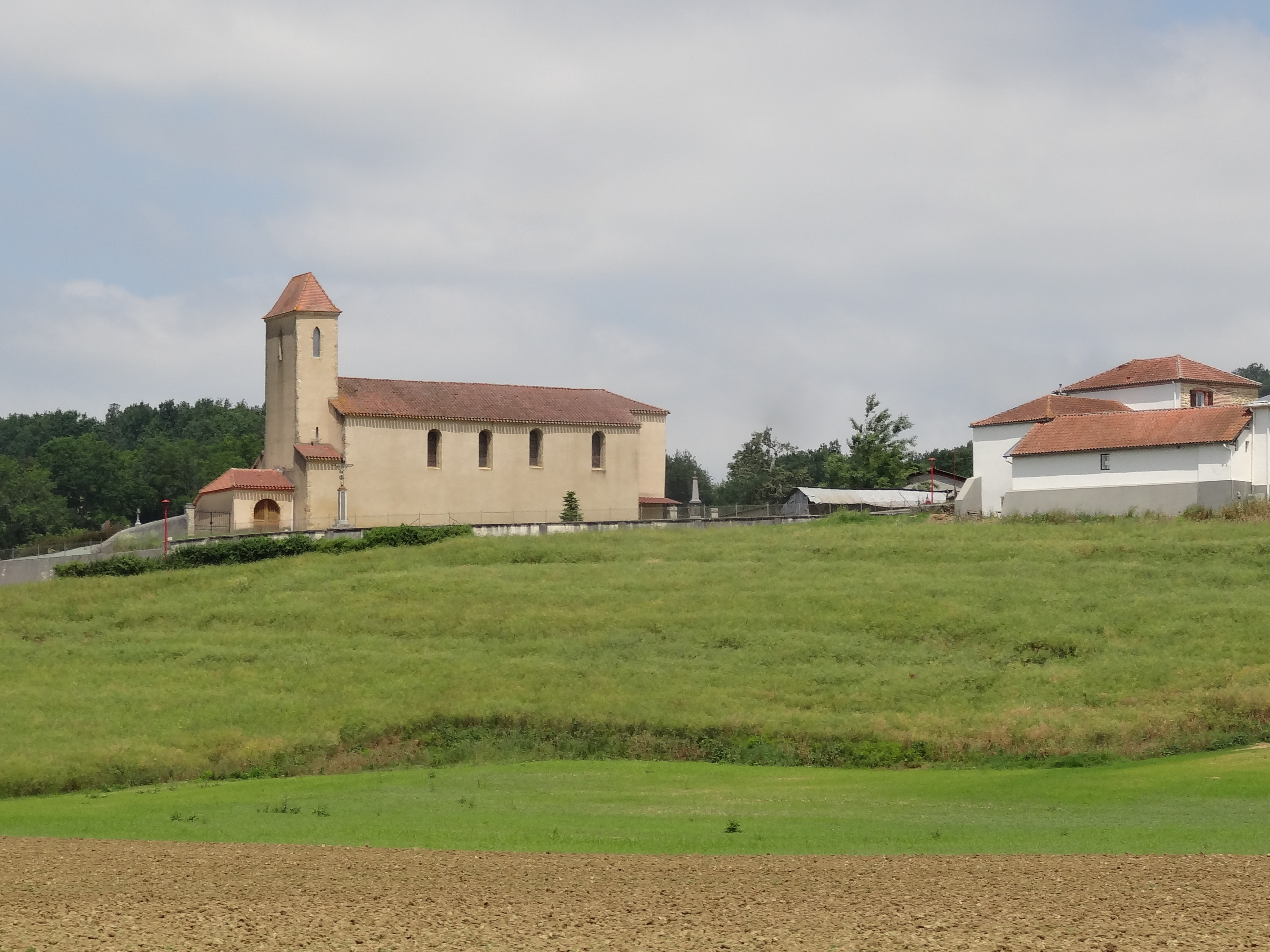
La commune s'inscrit dans un cadre rural.

### Typologie
Au 1er janvier 2024, Aurensan est catégorisée commune rurale à habitat très dispersé, selon la nouvelle grille communale de densité à sept niveaux définie par l'Insee en 2022.
Elle est située hors unité urbaine. Par ailleurs la commune fait partie de l'aire d'attraction d'Aire-sur-l'Adour, dont elle est une commune de la couronne,. Cette aire, qui regroupe 23 communes, est catégorisée dans les aires de moins de 50 000 habitants,.

### Occupation des sols
L'occupation des sols de la commune, telle qu'elle ressort de la base de données européenne d’occupation biophysique des sols Corine Land Cover (CLC), est marquée par l'importance des territoires agricoles (84,3 % en 2018), une proportion identique à celle de 1990 (84,3 %). La répartition détaillée en 2018 est la suivante : 
prairies (33,6 %), terres arables (30 %), forêts (15,7 %), zones agricoles hétérogènes (11,4 %), cultures permanentes (9,3 %). L'évolution de l’occupation des sols de la commune et de ses infrastructures peut être observée sur les différentes représentations cartographiques du territoire : la carte de Cassini (XVIIIe siècle), la carte d'état-major (1820-1866) et les cartes ou photos aériennes de l'IGN pour la période actuelle (1950 à aujourd'hui).

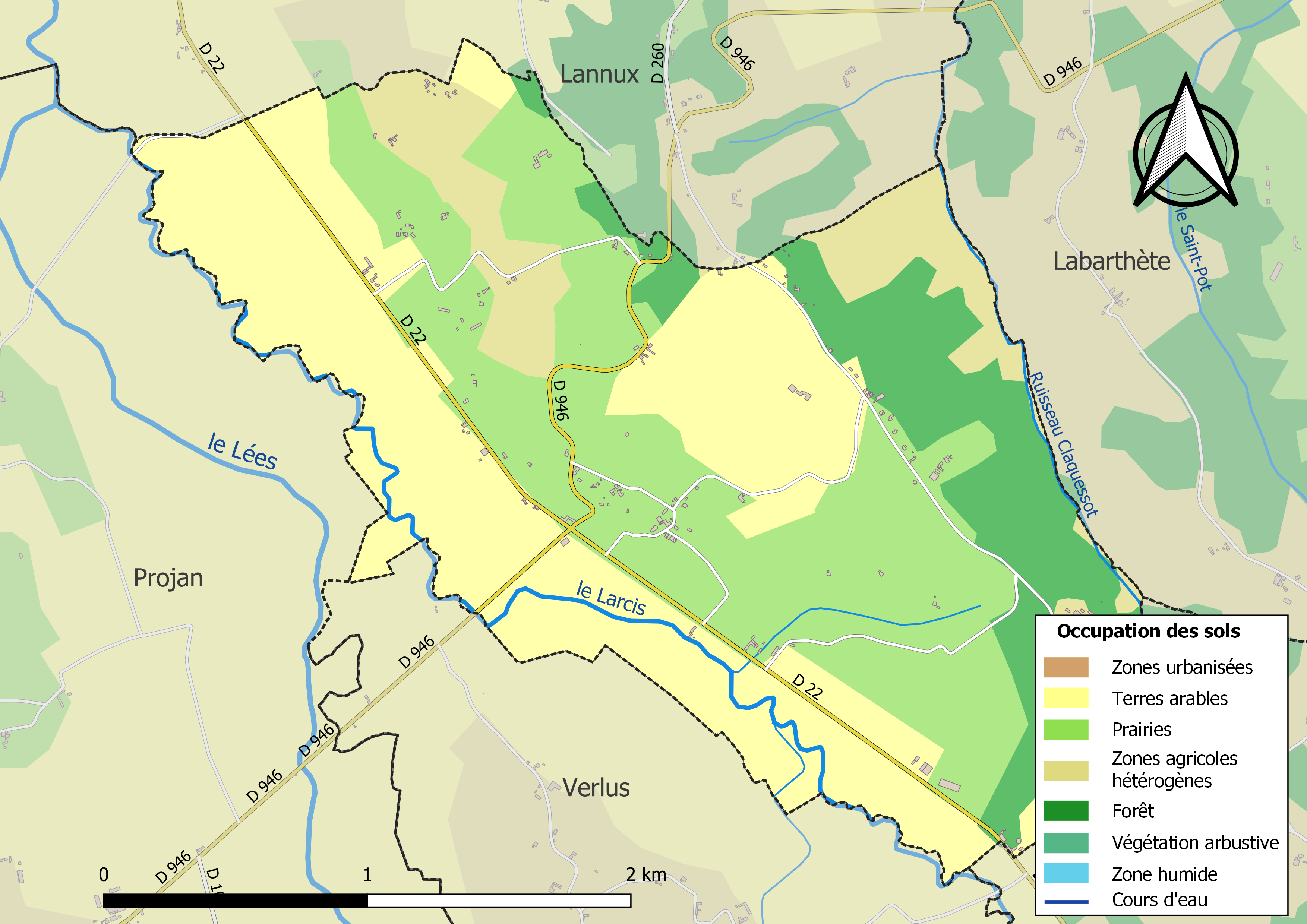
Carte des infrastructures et de l'occupation des sols de la commune en 2018 (CLC).

### Voies de communication et transports

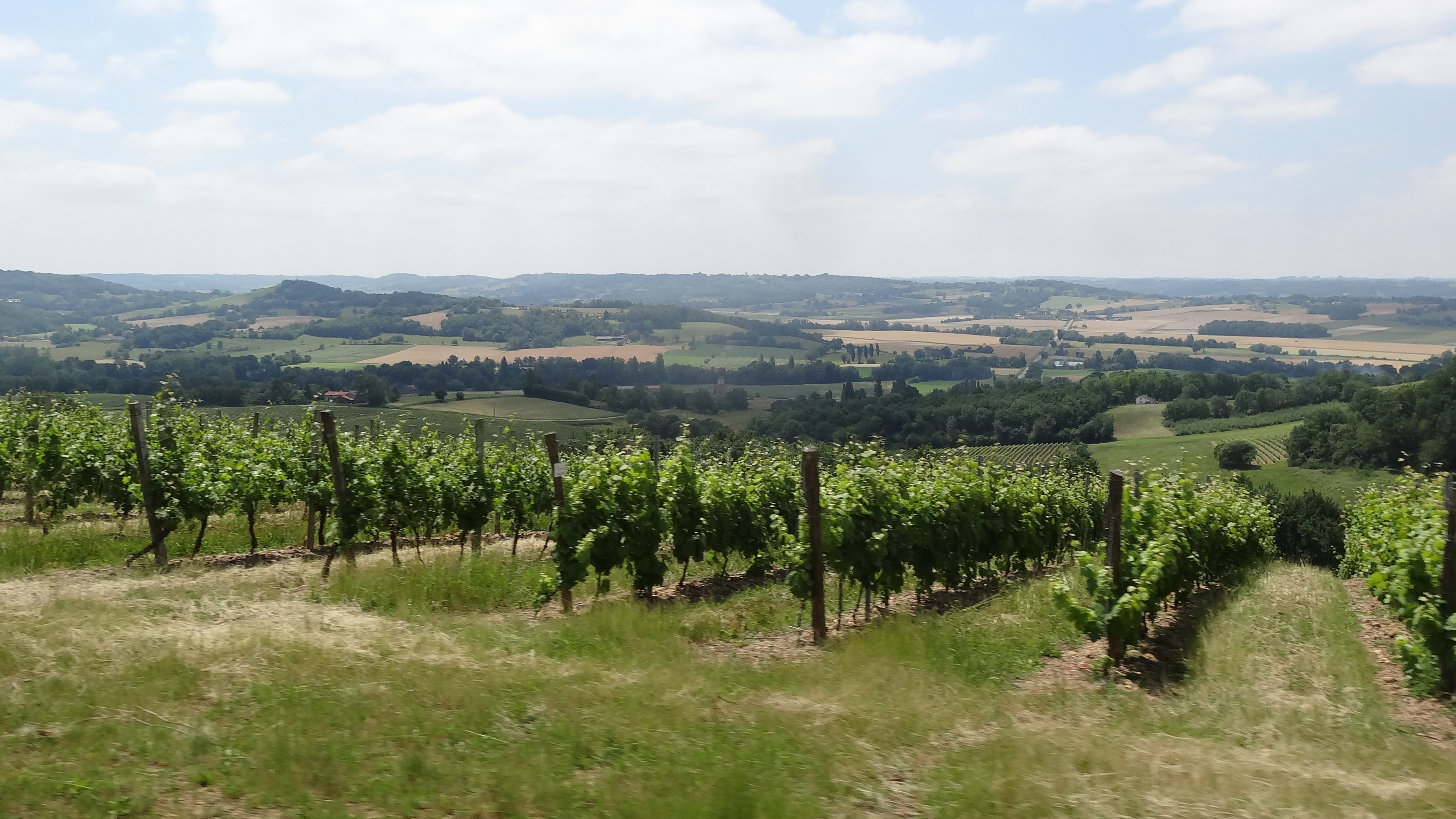
Point de vue depuis la route des crêtes.

Le village possède une route des crêtes prolongeant Viella avec une vue panoramique.

### Risques majeurs
Le territoire de la commune d'Aurensan est vulnérable à différents aléas naturels : météorologiques (tempête, orage, neige, grand froid, canicule ou sécheresse) et séisme (sismicité faible). Il est également exposé à un risque particulier : le risque de radon. Un site publié par le BRGM permet d'évaluer simplement et rapidement les risques d'un bien localisé soit par son adresse soit par le numéro de sa parcelle.

#### Risques naturels

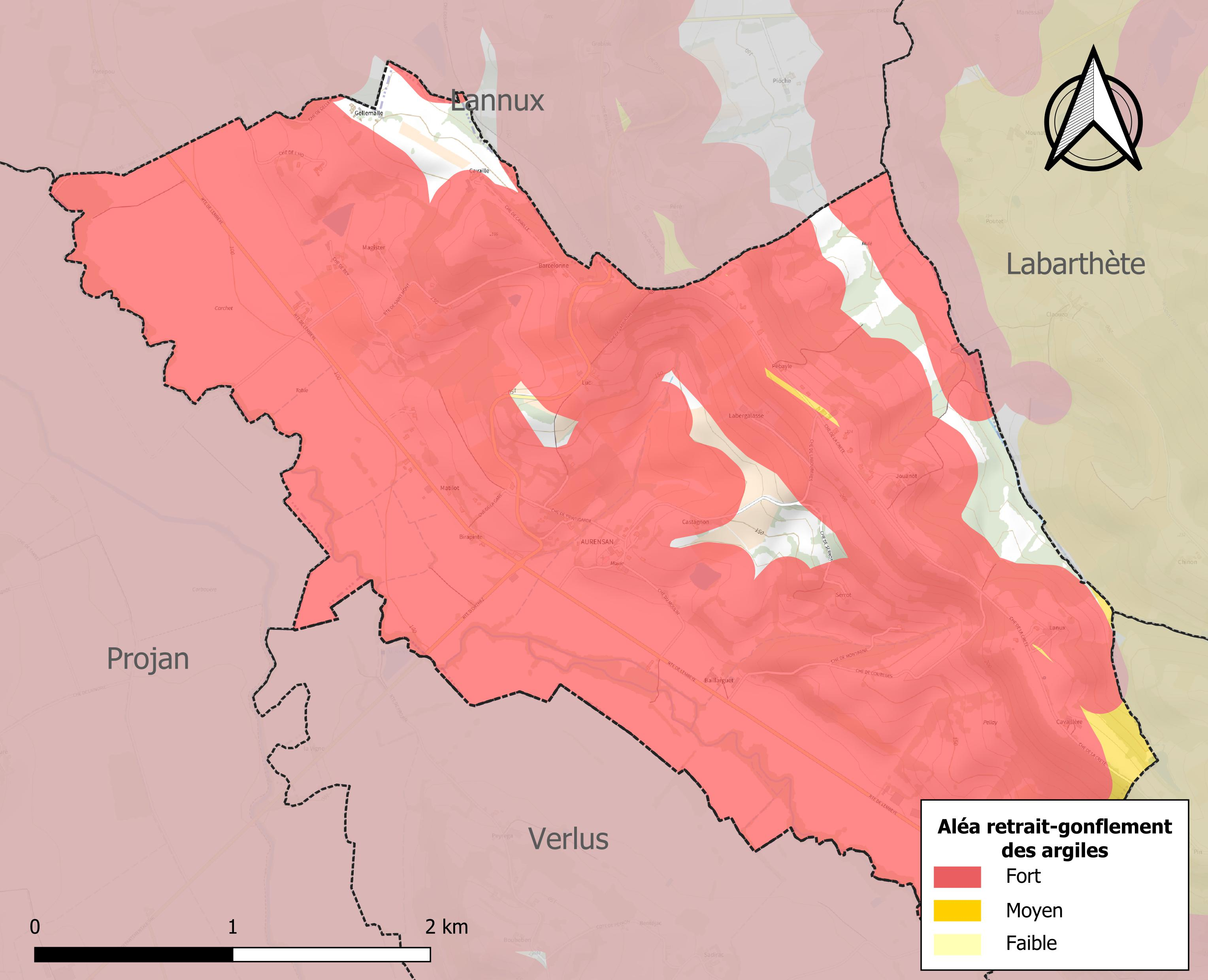
Carte des zones d'aléa retrait-gonflement des sols argileux d'Aurensan.

Le retrait-gonflement des sols argileux est susceptible d'engendrer des dommages importants aux bâtiments en cas d’alternance de périodes de sécheresse et de pluie. 92,6 % de la superficie communale est en aléa moyen ou fort (94,5 % au niveau départemental et 48,5 % au niveau national). Sur les 71 bâtiments dénombrés sur la commune en 2019, 70 sont en aléa moyen ou fort, soit 99 %, à comparer aux 93 % au niveau départemental et 54 % au niveau national. Une cartographie de l'exposition du territoire national au retrait gonflement des sols argileux est disponible sur le site du BRGM,.
Par ailleurs, afin de mieux appréhender le risque d’affaissement de terrain, l'inventaire national des cavités souterraines permet de localiser celles situées sur la commune.
La commune a été reconnue en état de catastrophe naturelle au titre des dommages causés par les inondations et coulées de boue survenues en 1999, 2007 et 2009. Concernant les mouvements de terrains, la commune a été reconnue en état de catastrophe naturelle au titre des dommages causés par la sécheresse en 1989, 1991 et 2017 et par des mouvements de terrain en 1999.

#### Risque particulier
Dans plusieurs parties du territoire national, le radon, accumulé dans certains logements ou autres locaux, peut constituer une source significative d’exposition de la population aux rayonnements ionisants. Certaines communes du département sont concernées par le risque radon à un niveau plus ou moins élevé. Selon la classification de 2018, la commune d'Aurensan est classée en zone 2, à savoir zone à potentiel radon faible mais sur lesquelles des facteurs géologiques particuliers peuvent faciliter le transfert du radon vers les bâtiments.

## Toponymie
Le nom de la commune vient du latin Aurientasus, signifiant le domaine d'Aurensan.

## Politique et administration

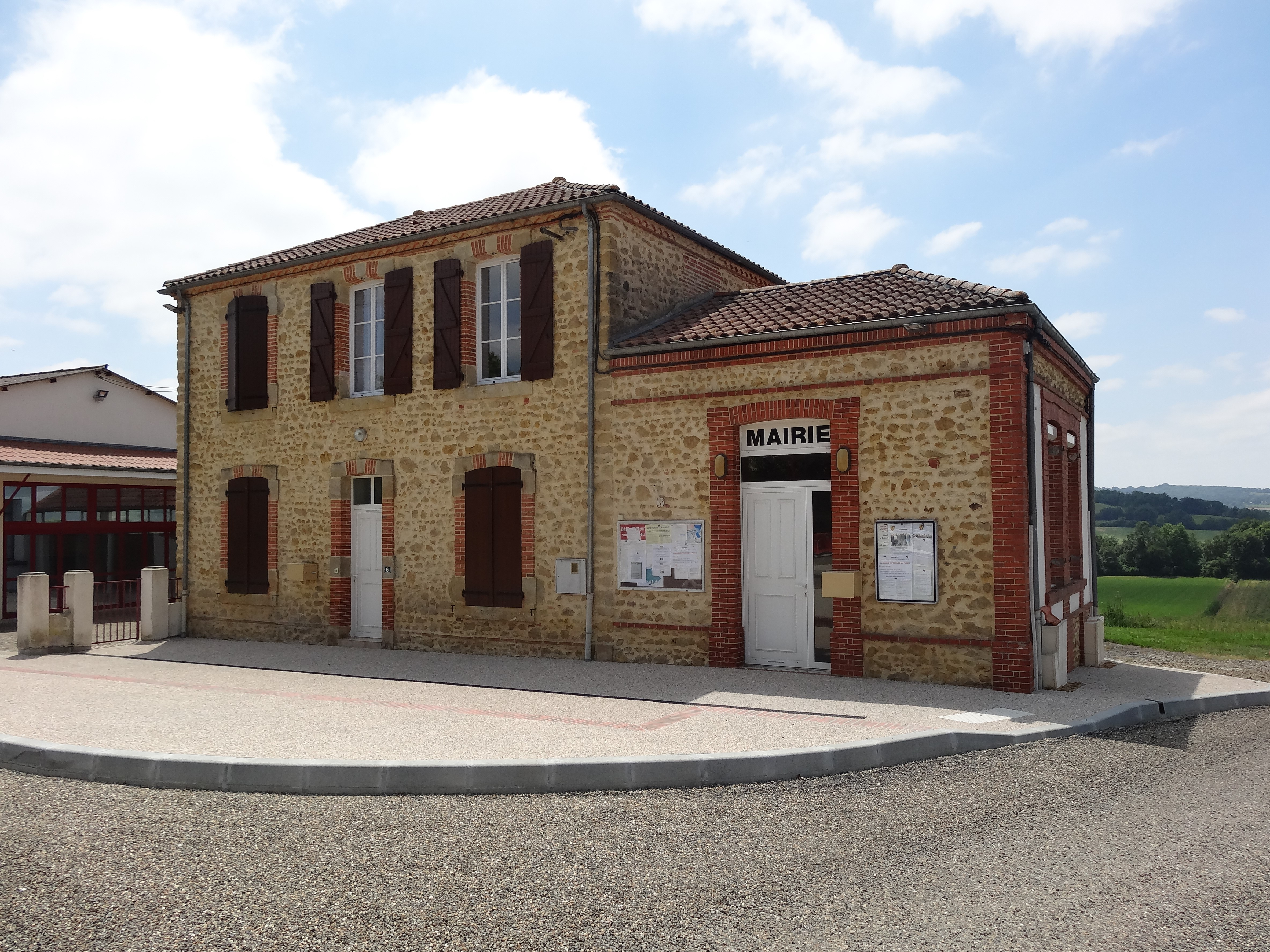
La mairie.

### Liste des maires
| Période                                  | Période  | Identité       | Étiquette | Qualité |
| ---------------------------------------- | -------- | -------------- | --------- | ------- |
| 2001                                     | 2008     | Robert Theux   | DVG       |         |
| 2008                                     | 2020     | Alain Lalanne  | SE        |         |
| 2020                                     | En cours | Roland Dupouts |           |         |
| Les données manquantes sont à compléter. |          |                |           |         |

## Population et société

### Démographie
L'évolution du nombre d'habitants est connue à travers les recensements de la population effectués dans la commune depuis 1793. Pour les communes de moins de 10 000 habitants, une enquête de recensement portant sur toute la population est réalisée tous les cinq ans, les populations de référence des années intermédiaires étant quant à elles estimées par interpolation ou extrapolation. Pour la commune, le premier recensement exhaustif entrant dans le cadre du nouveau dispositif a été réalisé en 2008.

En 2022, la commune comptait 132 habitants, en évolution de −2,22 % par rapport à 2016 (Gers : +1,04 %, France hors Mayotte : +2,11 %).
| 1793 | 1800 | 1806 | 1821 | 1831 | 1841 | 1846 | 1851 | 1856 |
| ---- | ---- | ---- | ---- | ---- | ---- | ---- | ---- | ---- |
| 128  | 105  | 121  | 122  | 316  | 319  | 333  | 337  | 328  |

| 1861 | 1866 | 1872 | 1876 | 1881 | 1886 | 1891 | 1896 | 1901 |
| ---- | ---- | ---- | ---- | ---- | ---- | ---- | ---- | ---- |
| 317  | 316  | 302  | 300  | 316  | 294  | 307  | 307  | 265  |

| 1906 | 1911 | 1921 | 1926 | 1931 | 1936 | 1946 | 1954 | 1962 |
| ---- | ---- | ---- | ---- | ---- | ---- | ---- | ---- | ---- |
| 240  | 222  | 228  | 192  | 190  | 177  | 191  | 181  | 189  |

| 1968 | 1975 | 1982 | 1990 | 1999 | 2006 | 2008 | 2013 | 2018 |
| ---- | ---- | ---- | ---- | ---- | ---- | ---- | ---- | ---- |
| 170  | 171  | 167  | 136  | 129  | 128  | 128  | 138  | 134  |

| 2022 | - | - | - | - | - | - | - | - |
| ---- | - | - | - | - | - | - | - | - |
| 132  | - | - | - | - | - | - | - | - |

### Enseignement
Il n'y a plus d'école à Aurensan.

### Manifestations culturelles et festivités

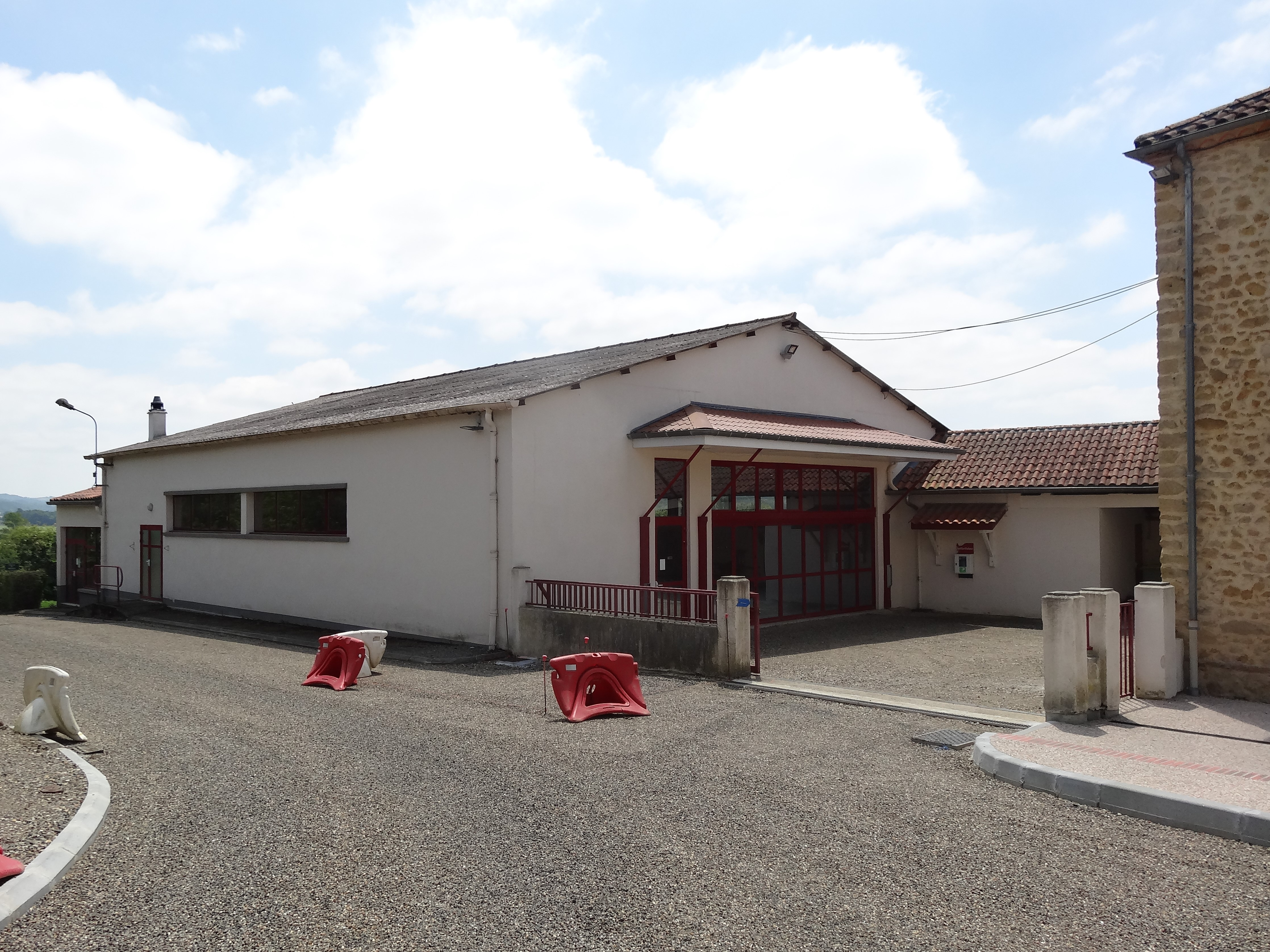
La salle des fêtes.

- Fête : deuxième dimanche de juin[27].

## Économie

### Emploi
|                | 2008  | 2013  | 2018  |
| -------------- | ----- | ----- | ----- |
| Commune        | 0 %   | 5,9 % | 4,2 % |
| Département    | 6,1 % | 7,5 % | 8,2 % |
| France entière | 8,3 % | 10 %  | 10 %  |

En 2018, la population âgée de 15 à 64 ans s'élève à 71 personnes, parmi lesquelles on compte 81,7 % d'actifs (77,5 % ayant un emploi et 4,2 % de chômeurs) et 18,3 % d'inactifs,. Depuis 2008, le taux de chômage communal (au sens du recensement) des 15-64 ans est inférieur à celui de la France et du département.
La commune fait partie de la couronne de l'aire d'attraction d'Aire-sur-l'Adour, du fait qu'au moins 15 % des actifs travaillent dans le pôle,. Elle compte 26 emplois en 2018, contre 24 en 2013 et 87 en 2008. Le nombre d'actifs ayant un emploi résidant dans la commune est de 55, soit un indicateur de concentration d'emploi de 47 % et un taux d'activité parmi les 15 ans ou plus de 51,3 %.
Sur ces 55 actifs de 15 ans ou plus ayant un emploi, 11 travaillent dans la commune, soit 20 % des habitants. Pour se rendre au travail, 89,1 % des habitants utilisent un véhicule personnel ou de fonction à quatre roues, 1,8 % s'y rendent en deux-roues, à vélo ou à pied et 9,1 % n'ont pas besoin de transport (travail au domicile).

### Activités hors agriculture
10 établissements sont implantés  à Aurensan au 31 décembre 2019.
Le secteur de la construction est prépondérant sur la commune puisqu'il représente 40 % du nombre total d'établissements de la commune (4 sur les 10 entreprises implantées  à Aurensan), contre 14,6 % au niveau départemental.

### Agriculture
|               | 1988 | 2000 | 2010 | 2020 |
| ------------- | ---- | ---- | ---- | ---- |
| Exploitations | 26   | 17   | 13   | 7    |
| SAU (ha)      | 631  | 655  | 649  | 578  |

La commune est dans la Rivière Basse, une petite région agricole occupant une partie ouest du département du Gers. En 2020, l'orientation technico-économique de l'agriculture  sur la commune est la polyculture et/ou le polyélevage. Sept exploitations agricoles ayant leur siège dans la commune sont dénombrées lors du recensement agricole de 2020 (26 en 1988). La superficie agricole utilisée est de 578 ha,,.

### Entreprises et commerces
Viticulture : Côtes-de-saint-mont (AOVDQS)

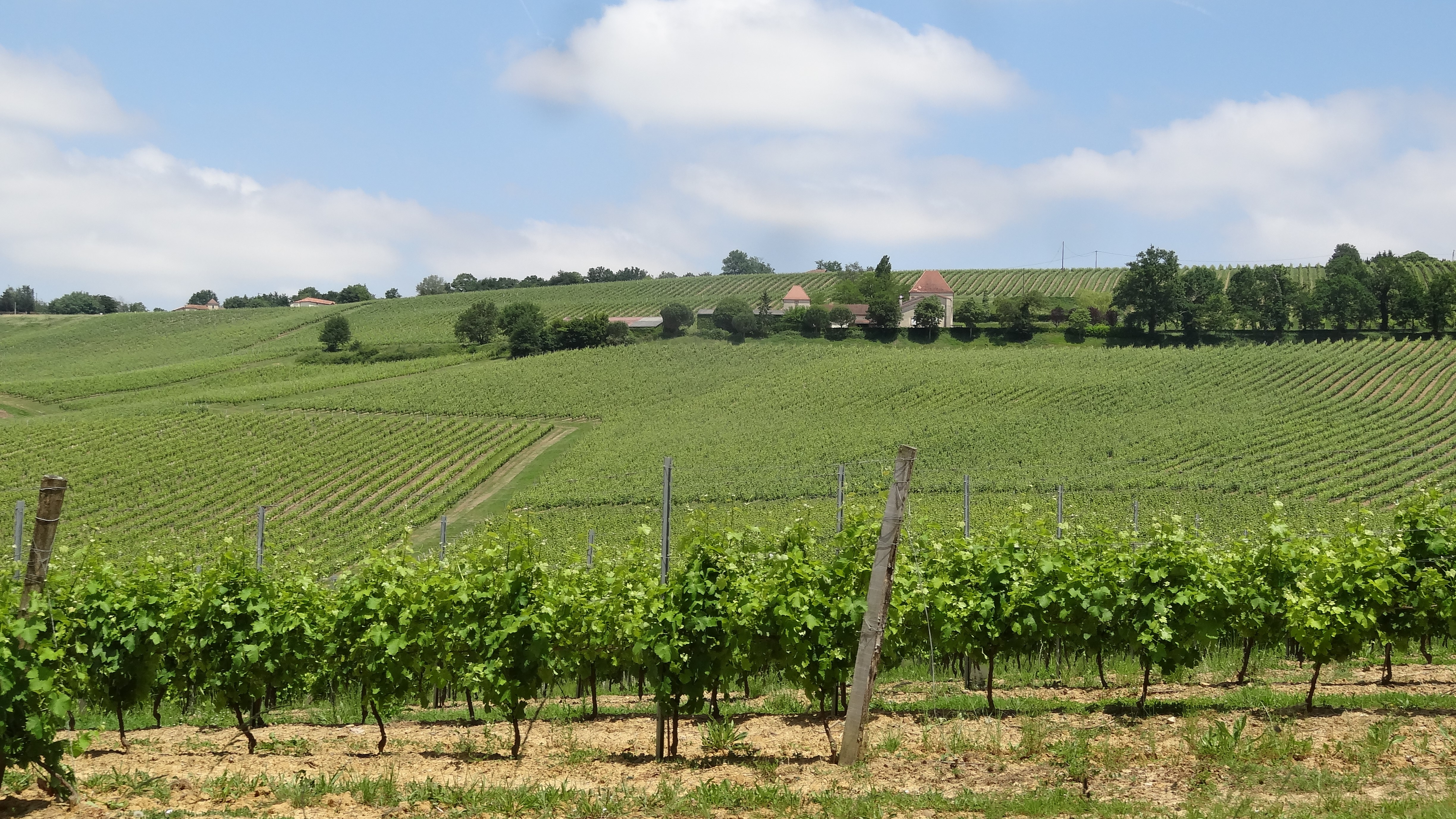
Coteau habillé de vignes qui englobent un domaine
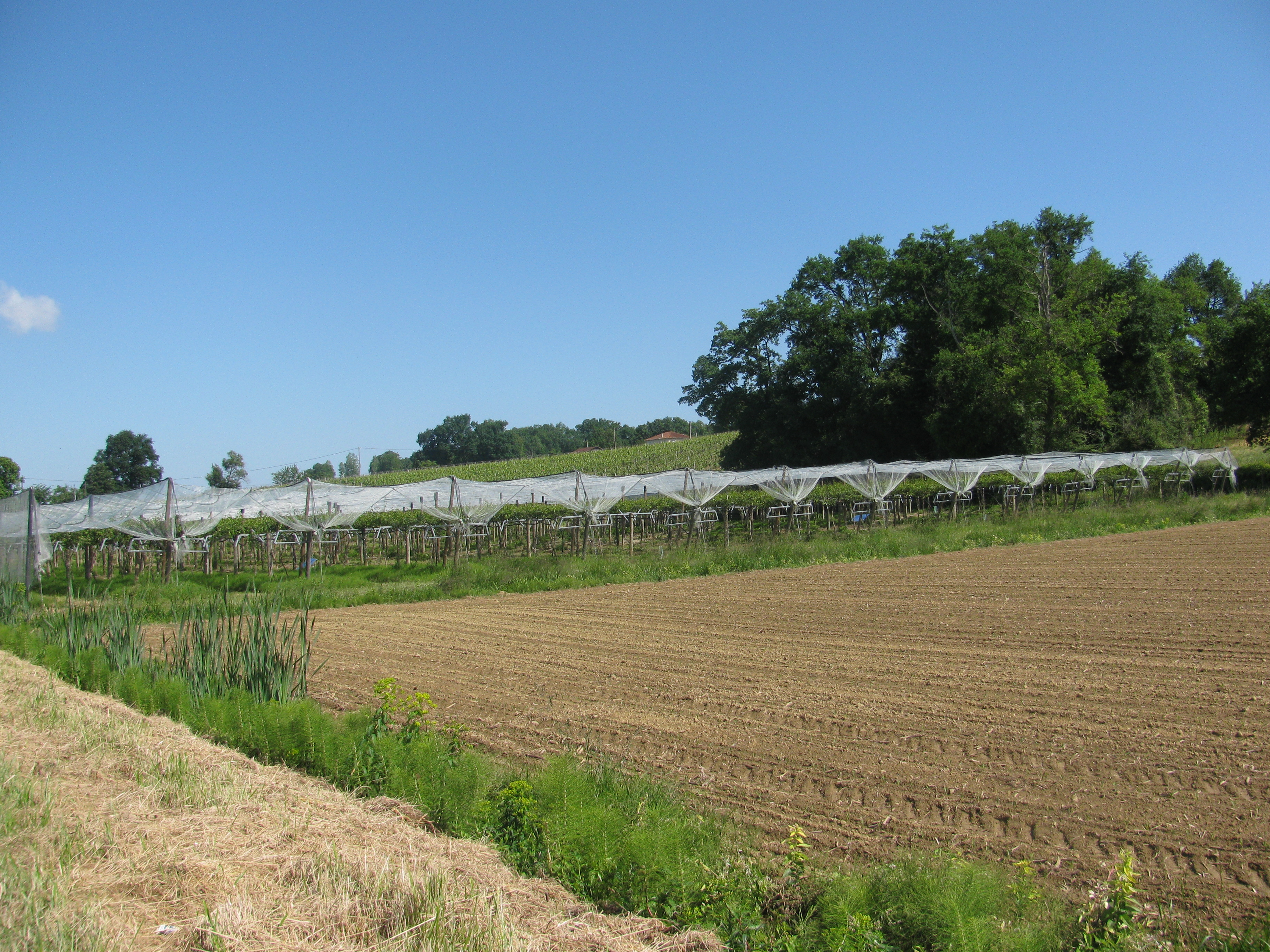
Kiwis de l'Adour à Aurensan

#### Thermalisme

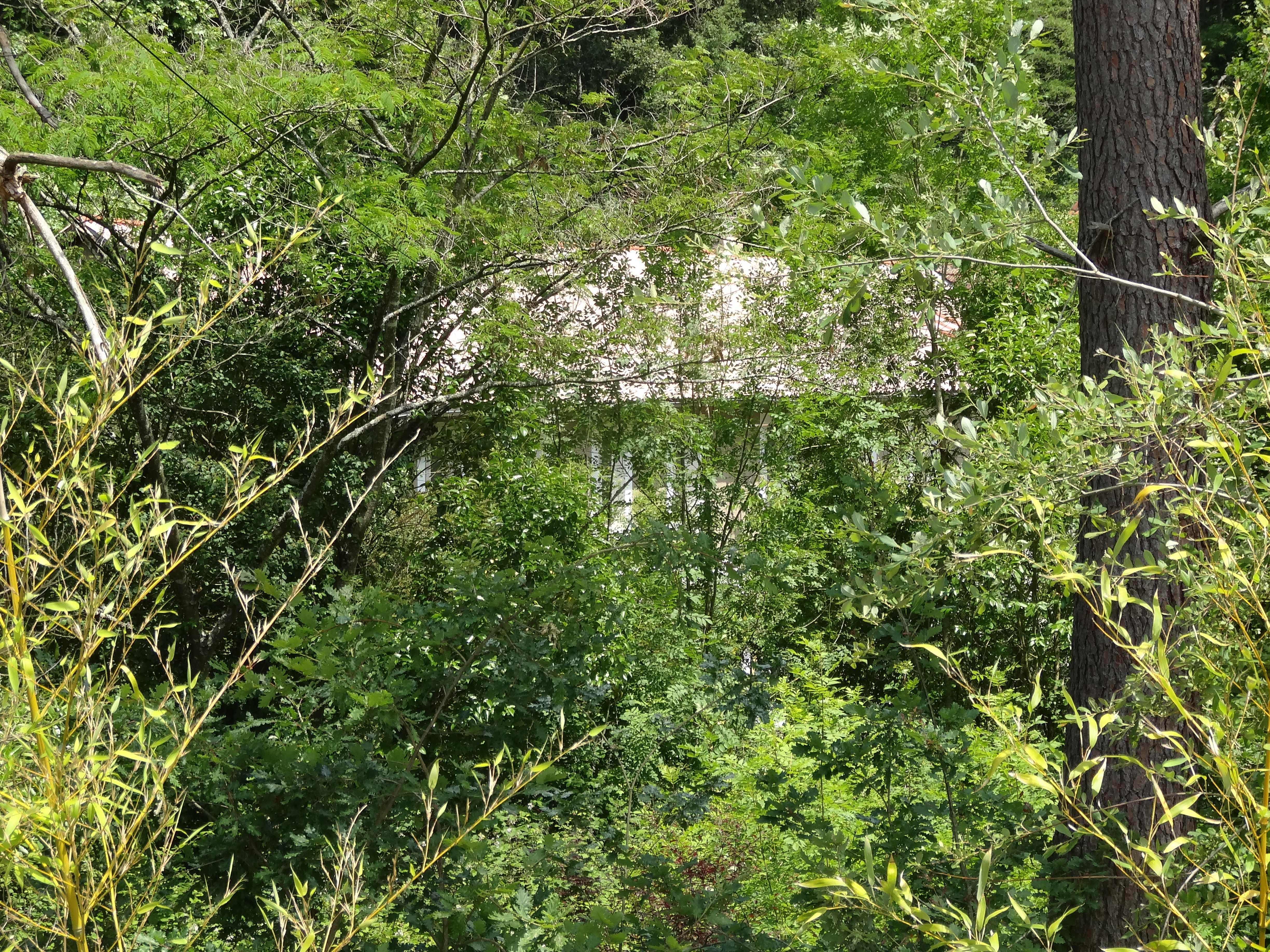
Aperçu en 2020 des thermes abandonnés.

L'activité étant réduite (185 curistes en 1995), l'établissement a été amené à fermer il y a quelques années.
Ces thermes furent créées par un châtelain local, monsieur de Laborde, en 1850 grâce à la captation de deux sources d'eaux ferrugineuses. Elles possèdent des propriétés contre la sciatique, l'arthrose,les troubles hépatiques et les affections de l'appareil urinaire.
Le ministre plénipotentiaire Narbonne fit installer un tramway à Aurensan.
C'était la troisième station thermale du Gers, après Castéra-Verduzan et Barbotan-les-Thermes

## Culture locale et patrimoine

### Lieux et monuments
L'église Saint-Christophe est un édifice classique du XVIIe siècle.

L'église Saint-Christophe
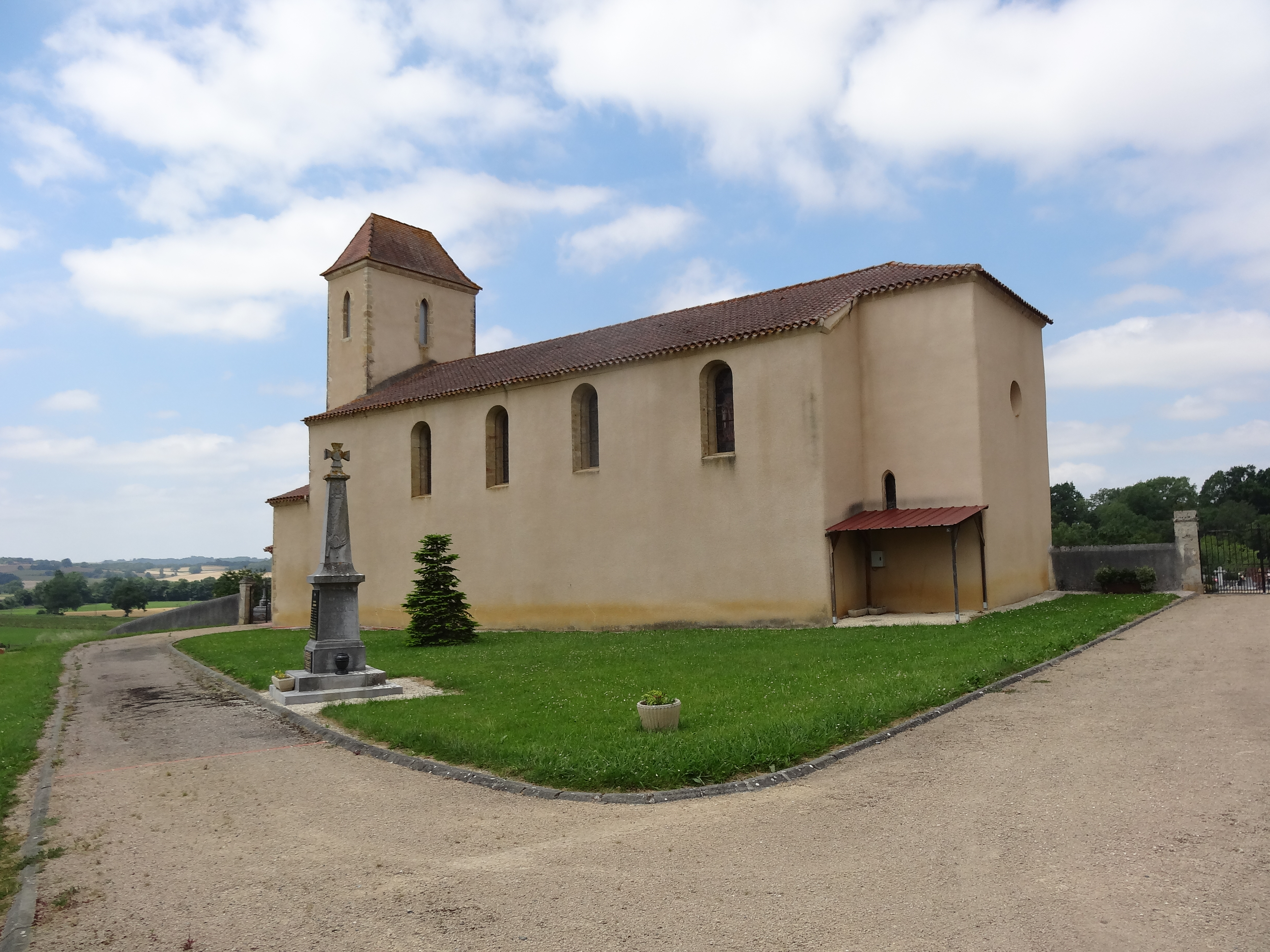
L'église.
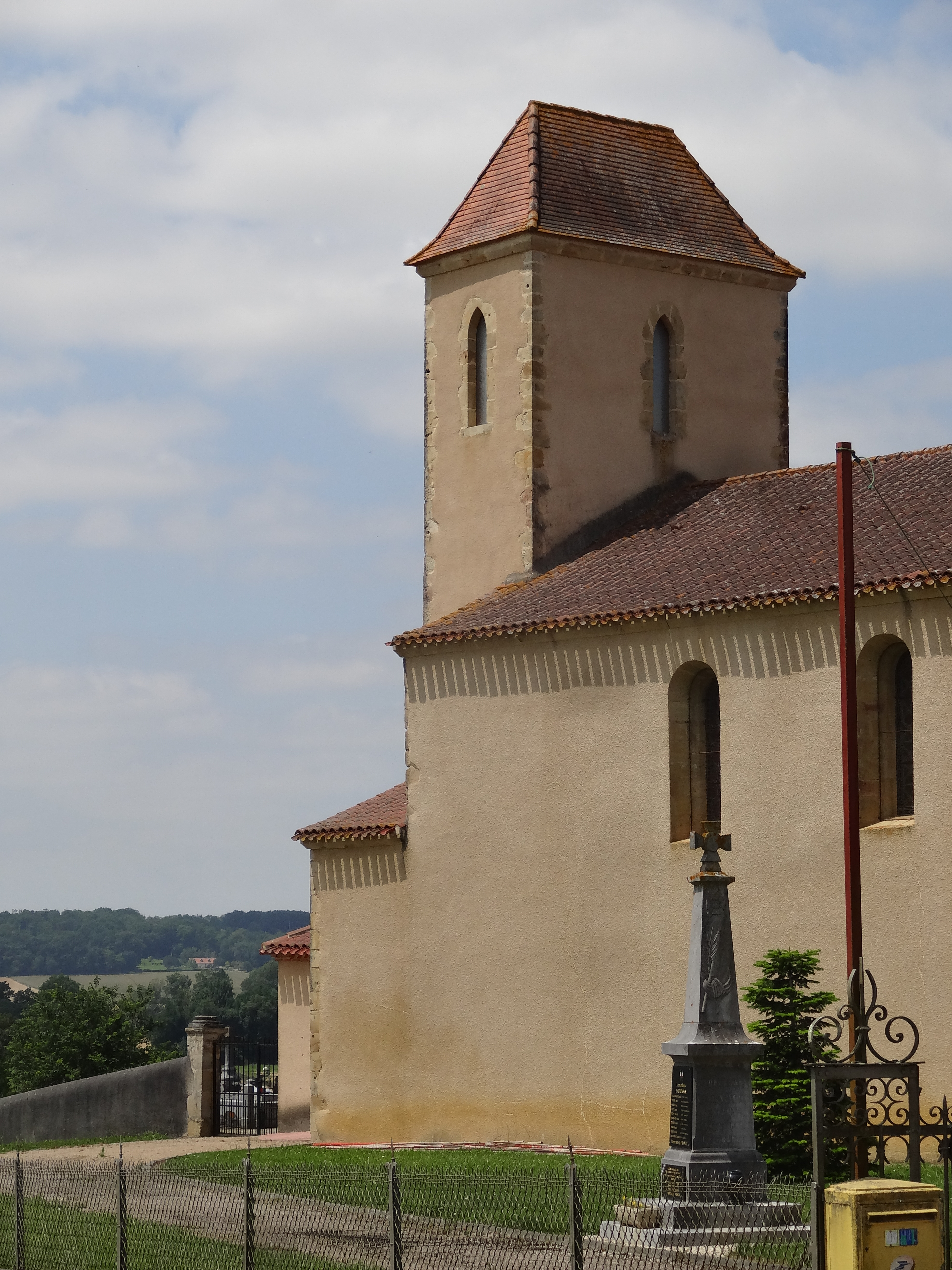
Vue rapprochée.
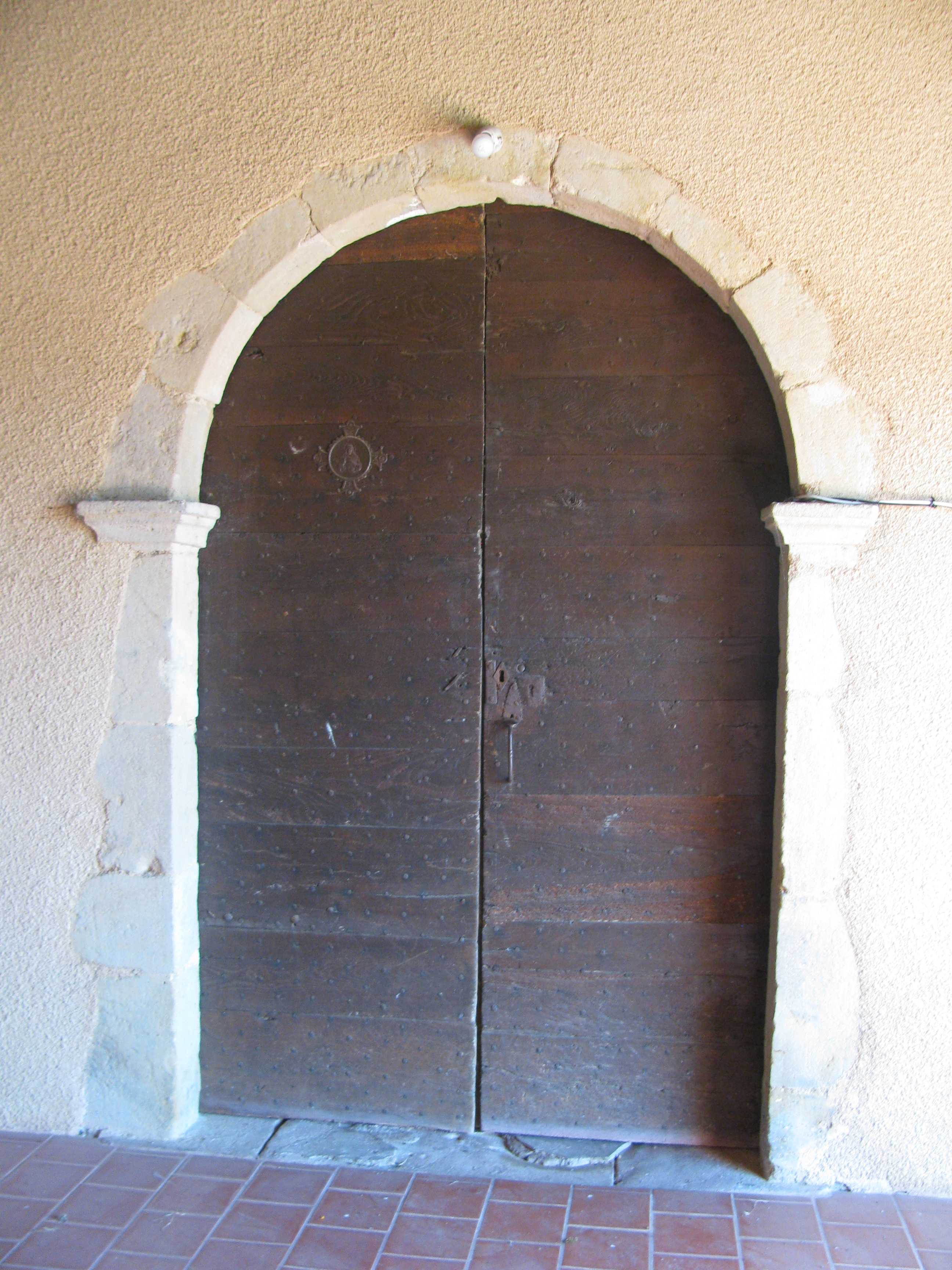
Le portail d'entrée comprenant une croix où est représenté le Sacré-Cœur de Jésus.
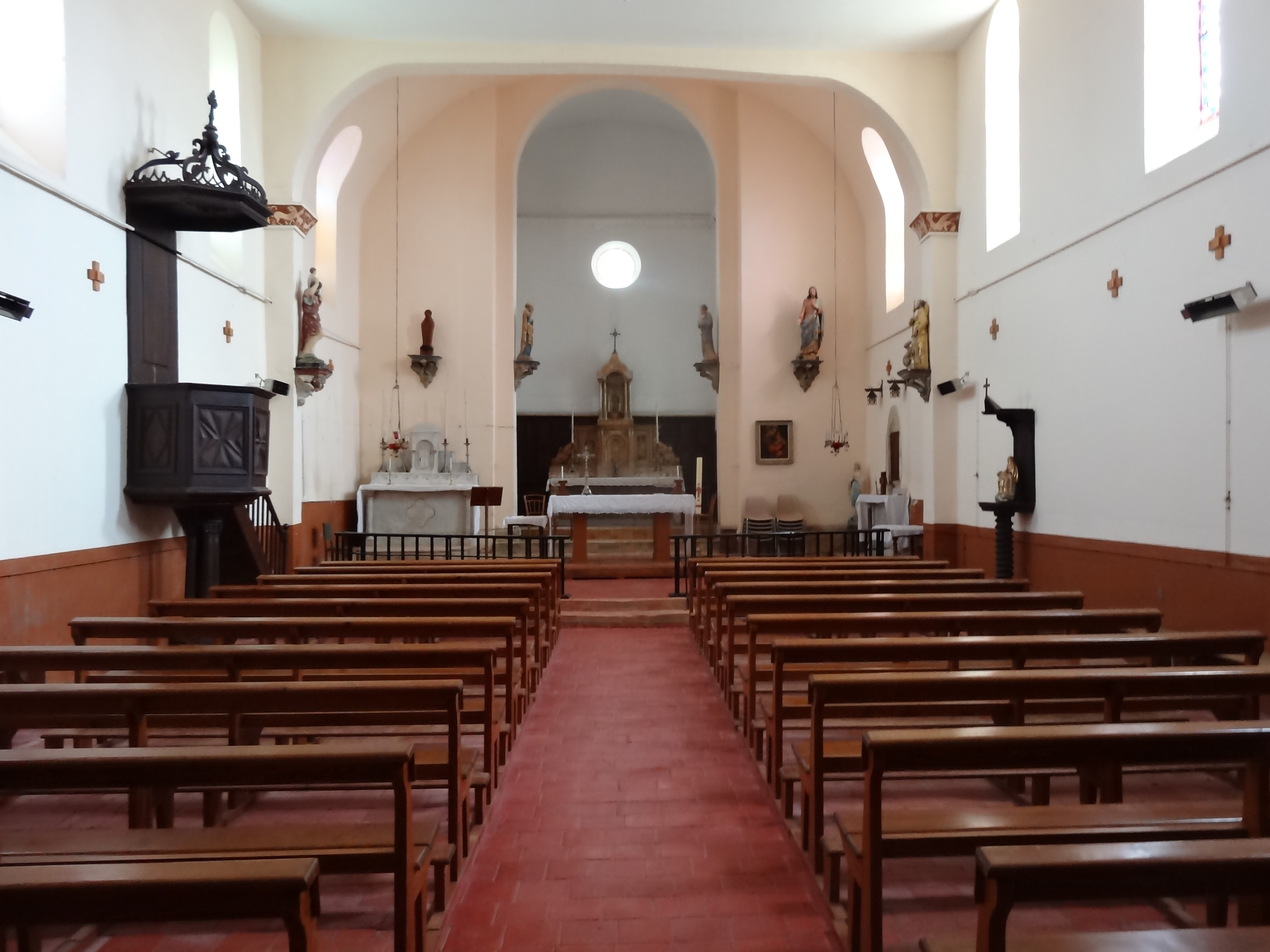
La nef.
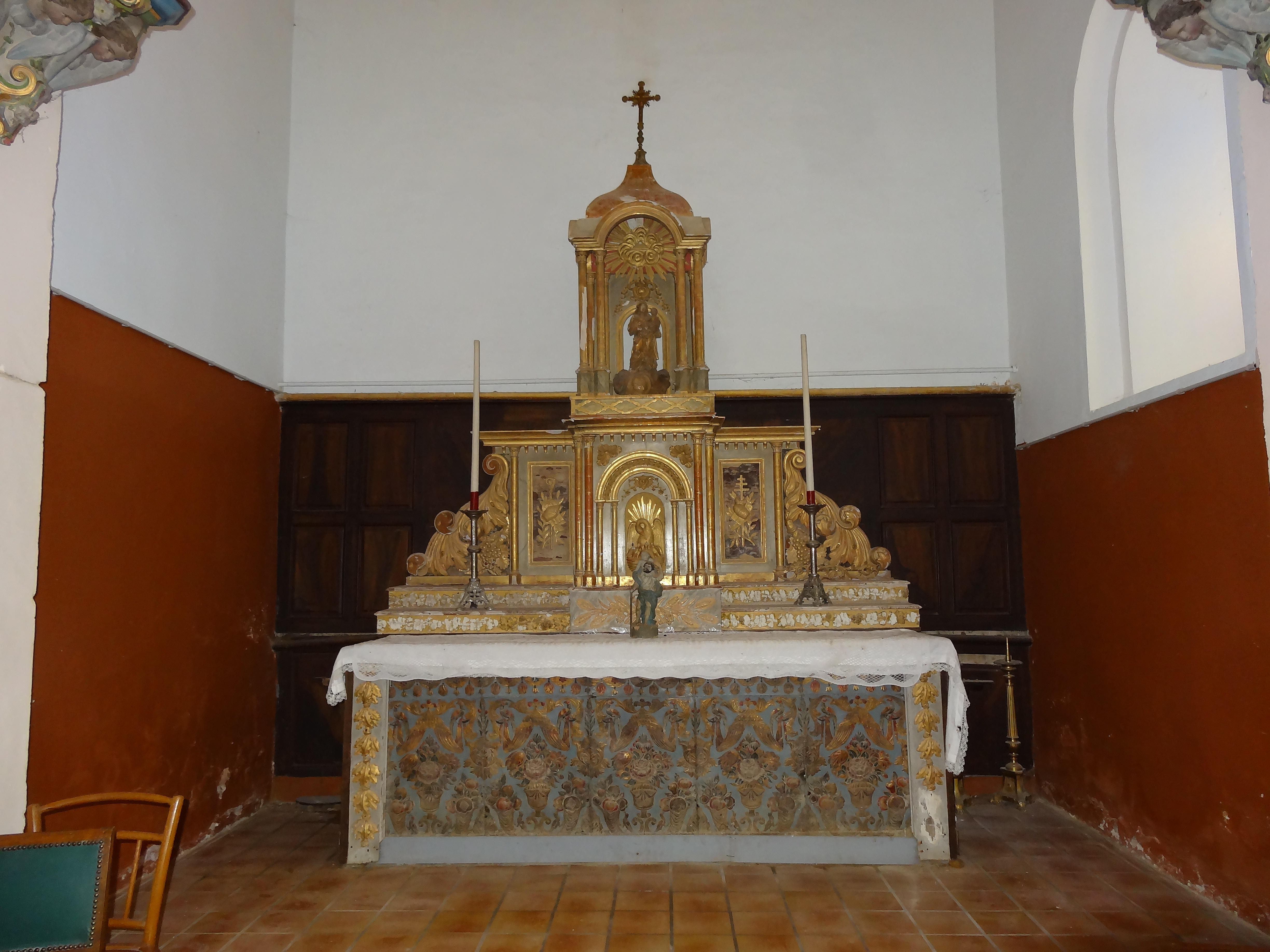
L'autel.
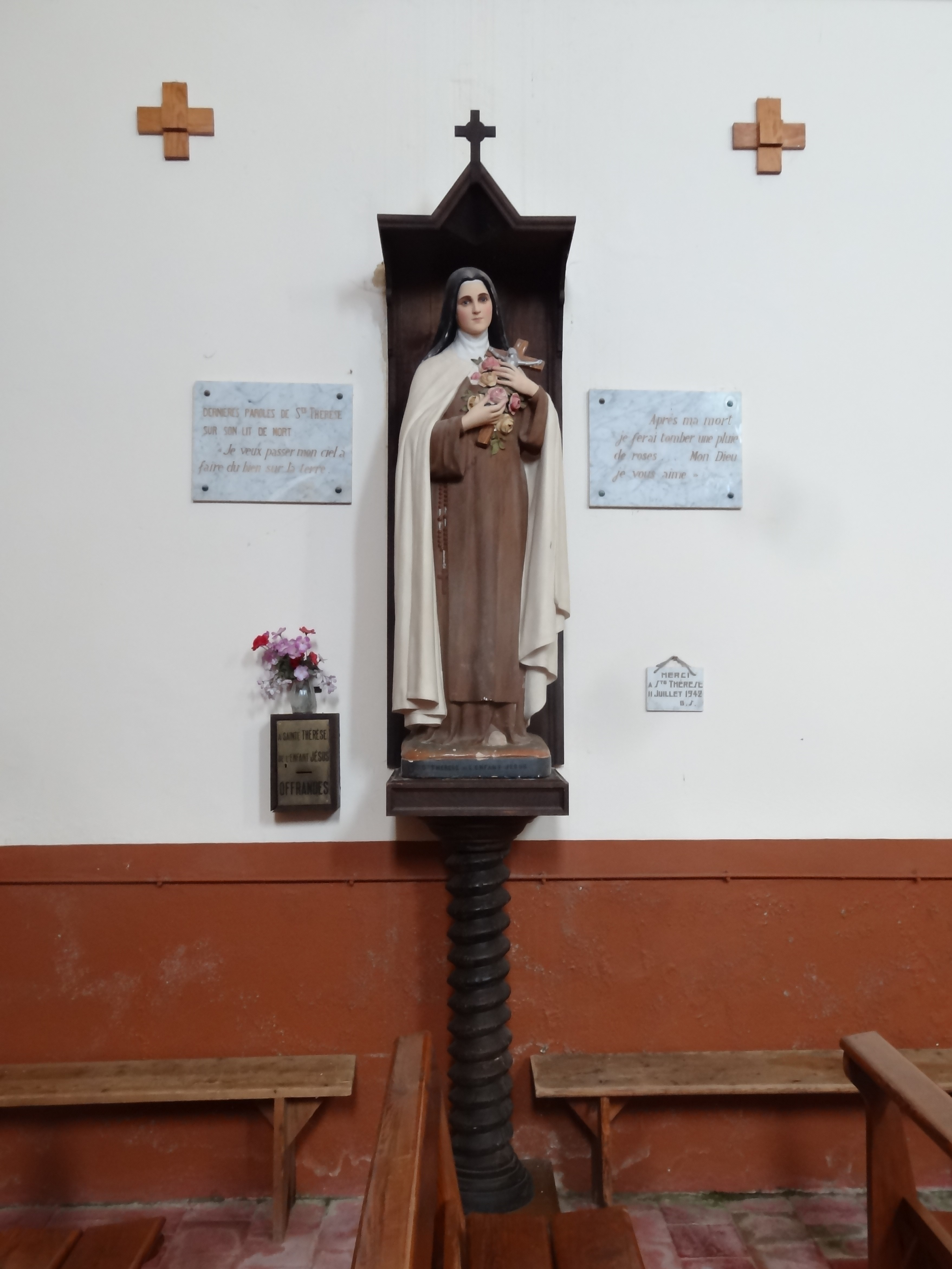
Statue de Sainte Thérèse de l'Enfant-Jésus.
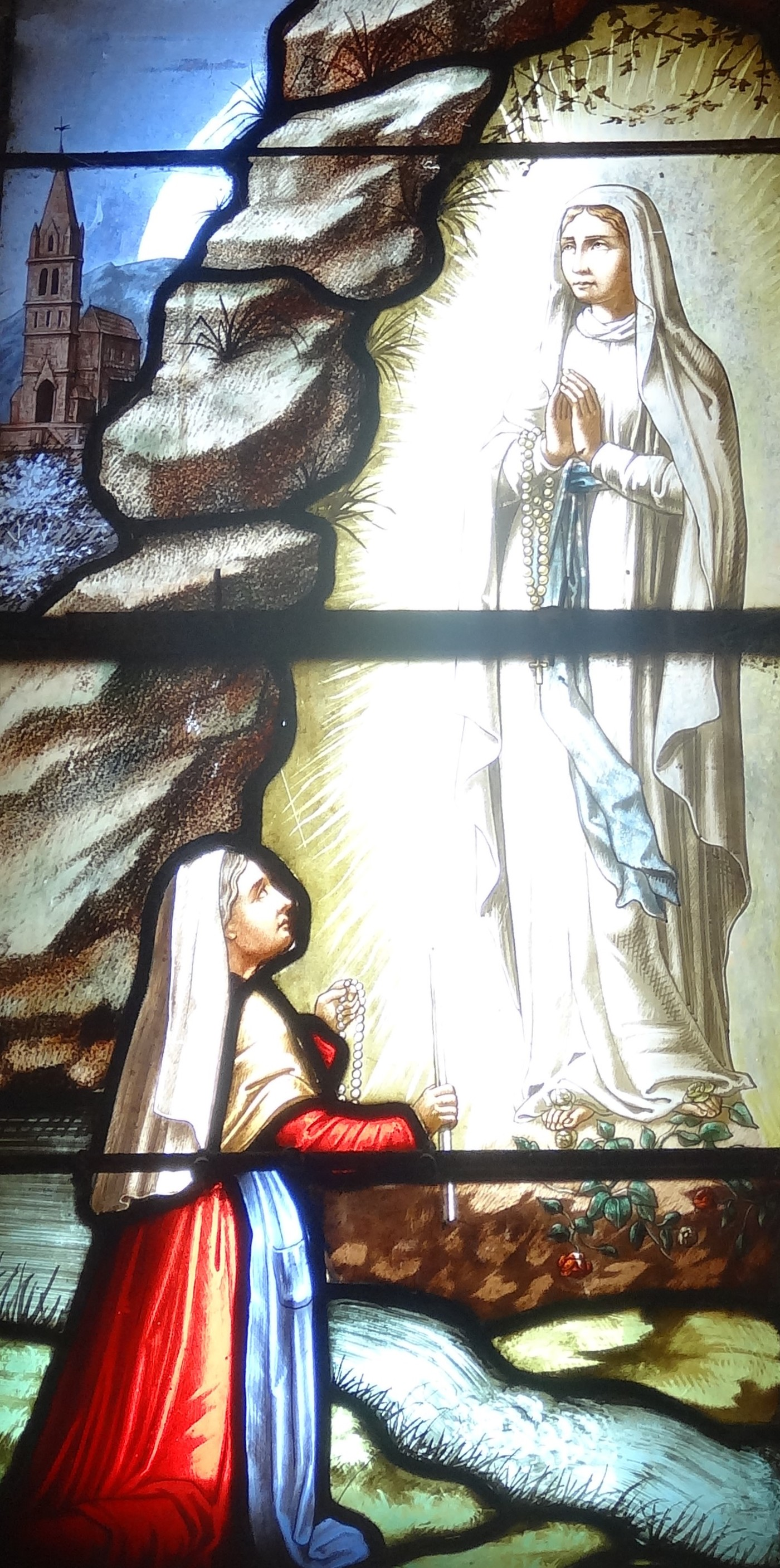
Scène sur un vitrail.
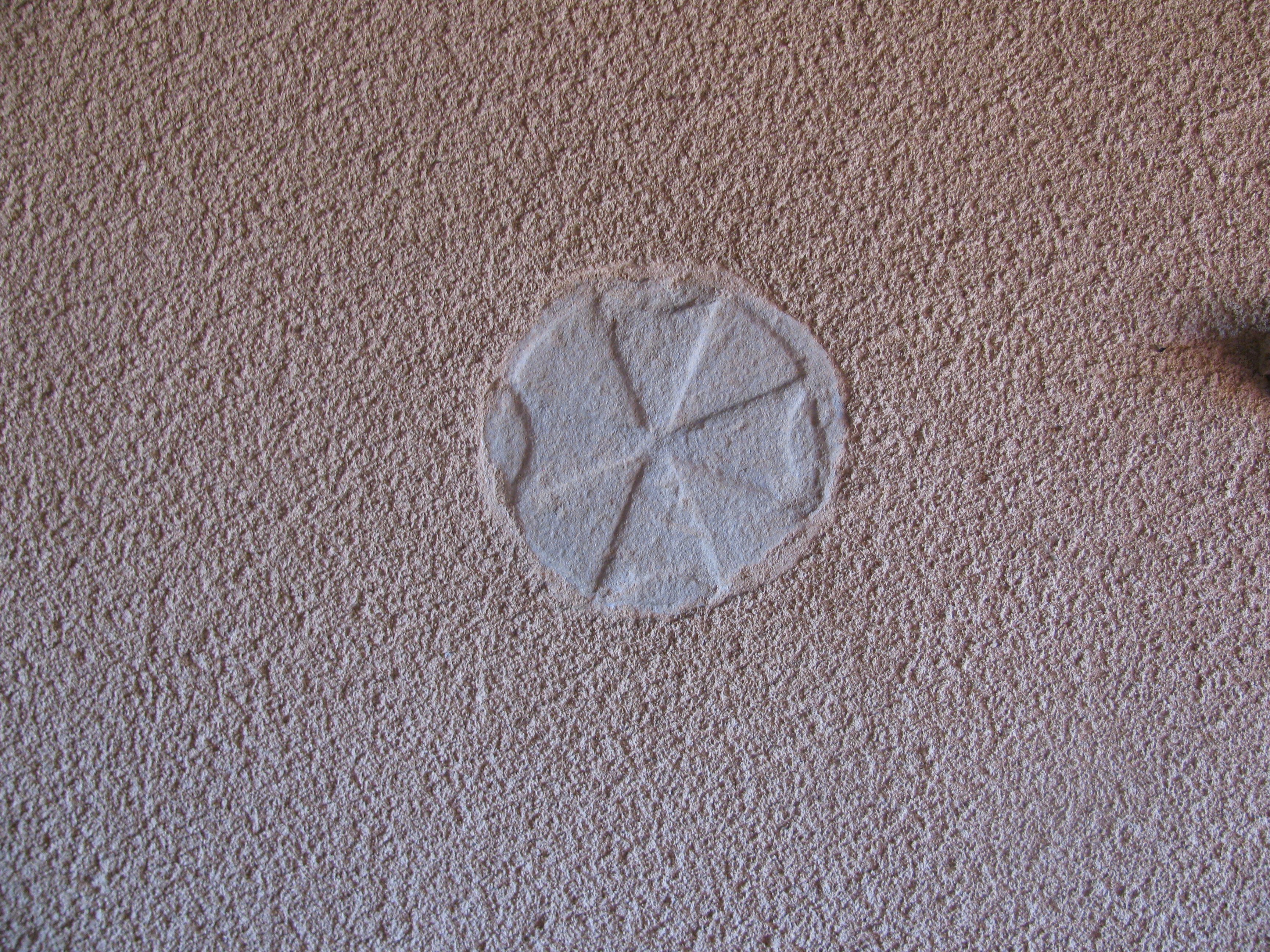
Croix de Malte sculptée sur une pierre de l'église.

Autres lieux et monuments
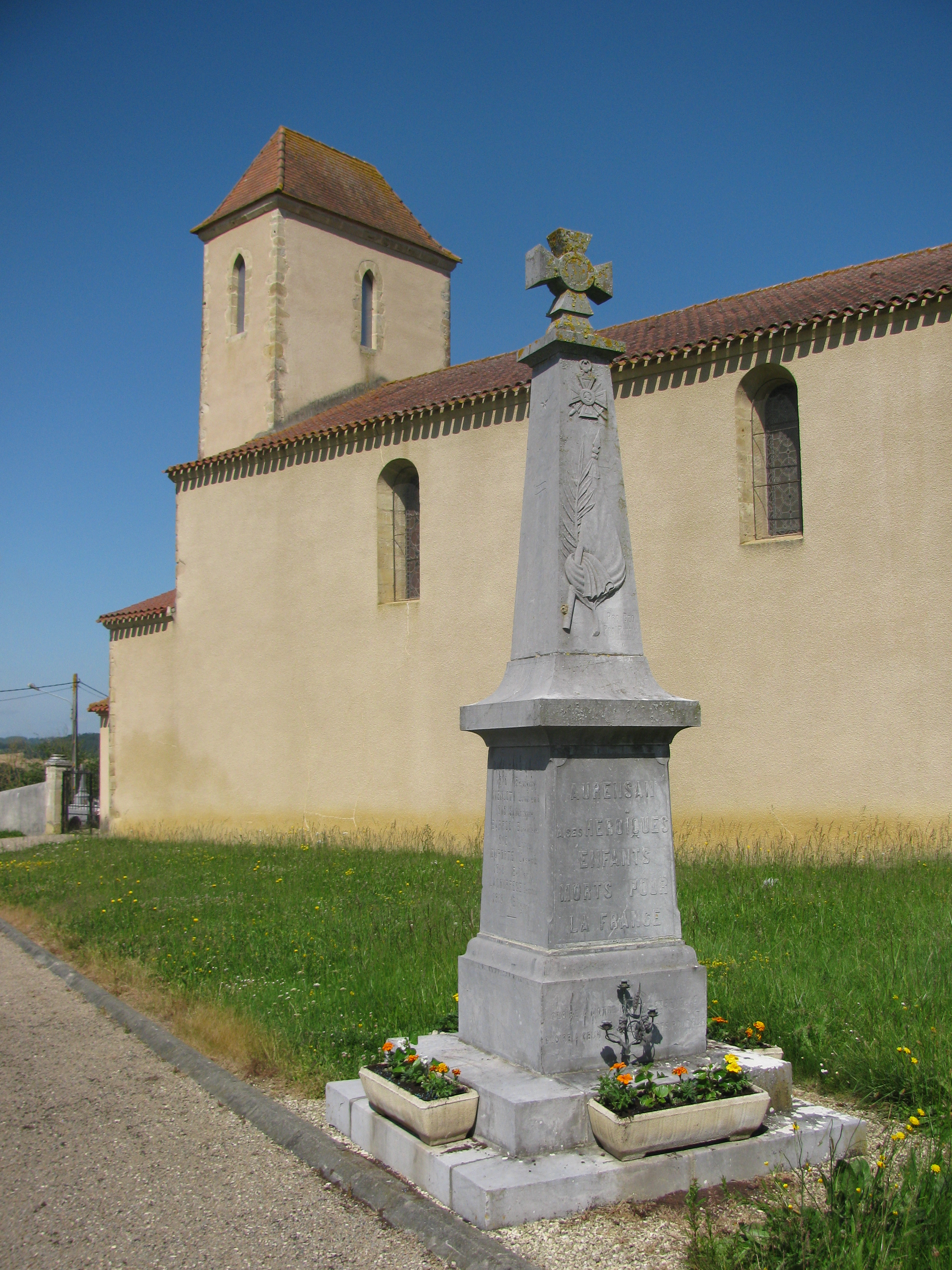
Le monument aux morts en 2015...
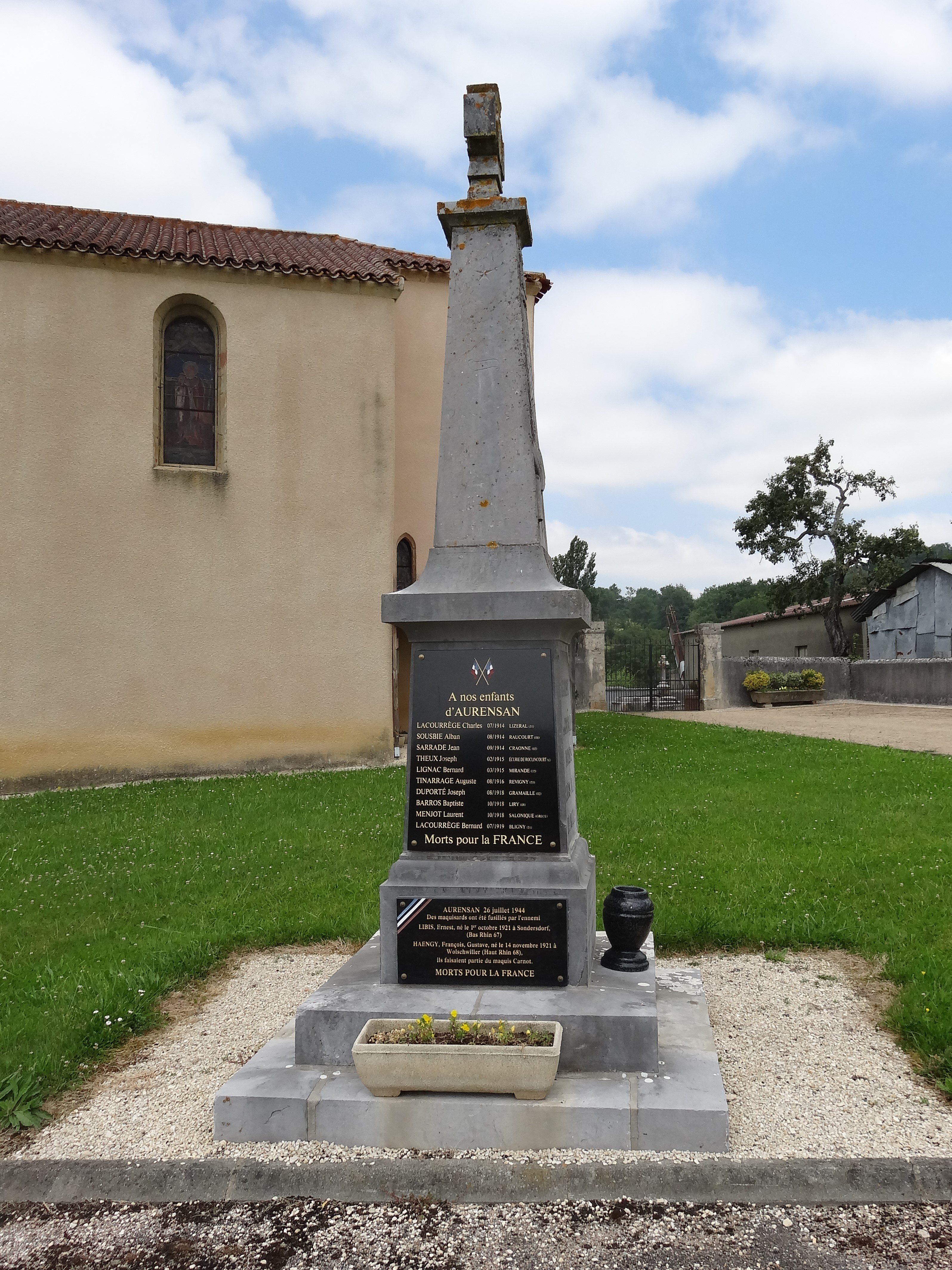
...et en 2020.
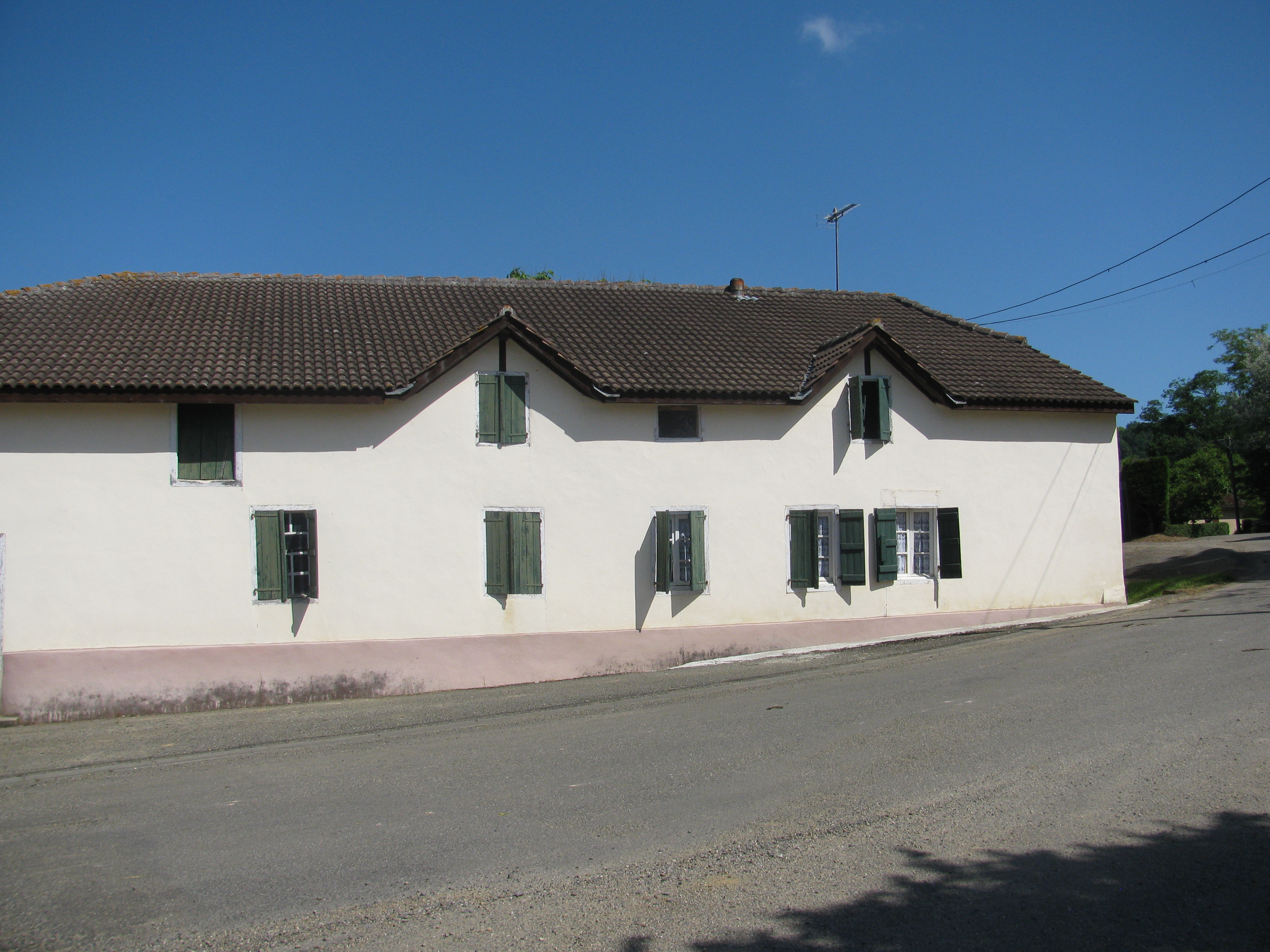
Une maison.

## Héraldique
| Blason de Aurensan | Blason  | Écartelé: au 1er d'or à la fontaine monumentale au naturel, maçonnée de sable et jaillissant de trois jets d'eau d'azur, au 2e de gueules à l'église du lieu au naturel mise en perspective, ouverte et ajourée d'or, au 3e de gueules à la croix cléchée, vidée et pommetée de douze pièces d'or, au 4e d'or à la grappe de raisin de pourpre tigée et feuillée au naturel. |
| Blason de Aurensan | Détails | Le statut officiel du blason reste à déterminer. |